# 超V.I.P.
超V.I.P.（ちょう びっぷ）とは、1999年から2008年3月までフジテレビ制作・放送されていた深夜の情報番組。
放送は毎月1回で、毎月最終月曜放送されている。1時間枠扱い（54分）の番組である。放送時間は2:29 - 3:25。
※放送開始 - 2003年9月までの期間については不明

## 概要
番組構成番組のコンセプトは「お取り寄せ」「深夜は男性層の視聴者だけではない」である。コンセプトから汲み取れるように、番組は女性視聴者（主に20代）をターゲットにしている。従来の通信販売とは違い、視聴者に購入を勧めるのではなく、あくまで視聴者に紹介することがメインである。
主に「食べ物」、「DVD」の紹介をしている。
基本的に毎月最終月曜放送されるが、編成の都合により変更されることもある。ただし、年12回放送は守られている。2006年5月は番組の放送はなかったものの、翌6月には2回放送された。
この番組の後は、1分ほどのCMを挟んでディノスショッピングジャーナル 通販DJが放送される。
番組の来歴・変遷
1999年7月、『V.I.P.』として番組スタート
2000年5月、番組名に「超」がつく
2003年10月、中野美奈子・ユンソナがパーソナリティになる。
2006年9月放送で、中野美奈子・ユンソナが卒業。それに辺り、スタジオ編と韓国編の2本立てで放送され、韓国編では中野美奈子がユンソナの紹介されたスポットを歩き回った。また、ユンソナの結婚式に友人として参加する様子が放送された。
2006年10月30日放送分からは、松尾翠・中川翔子が新パーソナリティとなり、番組もリニューアル。
2007年10月29日放送分からは、大島由香里・中川翔子がパーソナリティとなった。
2008年3月17日放送をもって番組が終了。番組内容は『なべあちっ!』に引き継がれた。

## 番組出演者
タレント
- ユンソナ （2003年10月 - 2006年9月18日）
- 中川翔子（2006年10月30日 - 2008年3月17日）

フジテレビアナウンサー
- 中野美奈子（2003年10月 - 2006年9月18日）
- 松尾翠（2006年10月30日 - 2007年10月29日）
- 大島由香里（2007年10月29日 - 2008年3月17日）

ナレーション
- 星野めぐみ（2003年10月 - 2006年9月18日）
- 西原久美子（2006年10月30日 - 2008年3月17日）

※ 2003年9月以前については不明

## 松尾翠・中川翔子期
愛称
- みい〜たん（松尾翠） ※ 中川翔子が命名
- しょこたん（中川翔子） ※ 本人の愛称をそのまま使用

### 決めポーズ
- リニューアル後、最初の放送で新しいポーズが決定した。両手でハートの形をつくり、胸のあたりから揺らしながら前に持ってゆき、カメラに向かって両方の手を横にしてピースをするものとなった。これは松尾翠が考えたものをアレンジしたものである。なお、ハートを揺らしながらは中川翔子の考えから。（中川の案は松尾から絶賛されたものの、両腕を挙げることから中川自身が自分の案に難色を示した。そのため、両者が気に入っていたハートを揺らすモーションだけを残すことになり、松尾の案へ追加・取り入れられた。）

### 主なコーナー
- 松尾翠の月刊プレミア試写会

リリースが決定しているDVD作品をフジテレビマルチシアターで、松尾翠・一般参加者（100名限定）が特別先行試写会を行い、試写会に参加した人たちの感想コメントを紹介するコーナー。
- しょこたんの月刊ひとりぼっちビューイング

「しょこたん」こと中川翔子が、最新DVD作品を鑑賞し、印象に残った名場面をイラストにして発表するコーナー。観賞場所は中川の趣味でもある、漫画喫茶店内のDVD鑑賞ルーム。
- おとりよせグルメ今月の産直

お取り寄せグルメがリニューアルしたコーナー。2003年3月に30回目を迎え、過去に登場した30品のベスト3が決定された。翌4月より前回の放送でくじ引きをし、引き当てた地域の特産品・郷土料理がスタジオに登場するようになった。
- 今月のお取り寄せDVD

リリース中、リリース予定の最新DVD作品をピックアップし紹介するコーナー。3部に分かれている。
- (1)（パート1）：発売中、発売直前の最新作DVDを紹介。
- (2)（パート2）：アニメーション作品の最新DVDを紹介。
- (3)（パート3）：発売予定の新作DVDを中心に紹介。

- DVDいいとこ取り

主にDVDについてくる特典映像を紹介するコーナー。DVDの特典映像やメイキングシーンといったプレミア映像を特別に紹介する。

### エンディングテーマ
2007年1月・2月：「ストロベリmelody」唄：中川翔子

### スタッフ
- ディレクター：地濃愛
- プロデューサー：五十嵐剛（フジテレビ）、山地孝英

## 中野美奈子・ユンソナ期
愛称
- みなちゃん（中野美奈子）：ユンソナが「ソナ」となったことから、韻を合わせるような形で決定した。
- ソナちゃん（ユンソナ）：ユンソナが普段親しい人から呼ばれている名前をそのまま使用。

### 決めポーズ
- 中野美奈子、ユンソナがパーソナリティになった当初、コーナーを振る際、カメラに向かって「超〜V.I.P.」と言いながら親指と人差し指をL字型にしてポーズをとっていたが、その後、人差し指で渦巻きを描きながら「超〜」と言い、「V.I.P.」と発するとともに顎の近くで両手をVの字に開くというポーズに変更された。

### 主なコーナー
- 今月の一枚

中野アナの提案により2005年1月からスタートしたコーナー。毎月1枚携帯電話で撮影したフォトを紹介する。2006年8月・9月は川柳を読むことも追加された。
- 今月の別腹

「お取り寄せグルメ」がリニューアルしたコーナー。2003年3月に30回目を迎え、過去登場した30品のベスト3が決定された。翌4月より前回の放送でくじ引きをし、引き当てた地域の特産品・郷土料理がスタジオに登場するようになった。このコーナーになると、2人ともテンションが上がる。
- 今月のお取り寄せDVD（1）（パート2）、今月のお取り寄せDVD（2）（パート2）

発売中、発売予定の新作DVDを紹介するコーナー。前半・後半の2部に分かれている。番組終盤に補足として（3）（パート3）がある。
- プレミア試写会

発売が決定した作品DVDをフジテレビマルチシアターで、特別先行試写会（100人限定）を行い、試写会に参加した人たちの感想コメントを紹介するコーナー。
- DVDいいとこ取り

主にDVDについてくる特典映像を紹介するコーナー。DVDの特典映像やメイキングシーンといったプレミア映像を特別に紹介する。
終了したコーナー
- お取り寄せグルメ

地方の特産品・郷土料理を紹介するコーナー。お取り寄せ先の製造者が自ら、食品の美味しさを紹介する。試食として、スタジオにも登場する。
- お取り寄せガール

ブレイクが期待される女性タレント、アイドルの最新DVDやニュースをピックアップするコーナー。スタジオにゲストとして登場し、告知をすることもあった。

### エンディングテーマ
- 「会いたい」sona （ユンソナ）：（2004年）
- 「コエヲキカセテ」sona：（2005年）
- 「Love, Again」sona：（2005年）
- 「Reach for the sky」sona：（2005年）
- 「はらり、ひらり」sona：（2006年）

### スタッフ
- 構成：有田真平
- 演出：谷中憲
- 音声：鈴木岳登（フジテレビ）
- 音響効果：舟生孝太郎（タルス）
- 編集作業

EED担当：田中敦子(アンサーズ)
MA担当：渡辺和也(アンサーズ)
- モバイルショップ：平野剛
- モバイルコンテンツ：野村和生
- アシスタントプロデューサー：森菜採
- アシスタントディレクター：三木兵馬
- ディレクター：地濃愛
- プロデューサー：五十嵐剛（フジテレビ）、山地孝英

## 初期（番組スタート - 2003年9月）
番組スタート当初は、新人の女優やアイドルを紹介する「フレッシュタレント」のコーナー（宮崎あおい、平井理央などが出演）とビデオ・DVD紹介のコーナーが柱であった。番組からは、タレント紹介コーナーをまとめた「フレッシュタレント名鑑」、番組で人気のあったタレント（上戸彩、加藤夏希、長澤まさみ、松本まりから）のイメージビデオ『THE COMPLETE』が発売されている。2002年には、木村忠寛監修のもとフジテレビビジュアルクイーン（市川由衣、香里奈、沢尻エリカら）主演によるミニドラマ『フォーチュンの扉』も製作されている。

## 過去のゲスト出演者
- 東原亜希
- 林絵梨子
- 下村真理
- 南田裕介（当時、パーソナリティだったユンソナの担当マネージャー）
- 小出由華

## 備考・システム
- 当初はアイドル紹介をメインにした男性をターゲットとした番組構成であったが、リニューアルのたびに女性をターゲットとした番組へと変化していった。番組開始当初から紹介されるDVDのジャンルはサッカーやF1、ボクシングやPRIDE、プロレスといった格闘技などのスポーツ、アニメ、お笑い、アイドルなど多種に渡っており、女性だけでなく男性視聴者でも楽しめる番組となっている。
- 気に入ったものがあれば、番組サイトにアクセスすることで、詳細の確認、先行予約、購入ができるシステムとなっている。

## 番組制作
- 美術協力：ディノス
- 技術協力：アンサーズ
- 協力：ポニーキャニオン
- 制作協力：G-yama
- 制作・著作：フジテレビ